# Александар Стојковић (фотограф)
Александар Стојковић (Панчево, 1970) српски је професионални фотограф, сниматељ, дизајнер и новинар.

## Каријера

### Фотографија
Рођен је 1970. године у Панчеву. Са фотографијом се упознао као шестогодишњак у малој кућној лабораторији свог оца, који је био наставник техничког. Тада је први пут развио фотографију, а први фото–апарат Смену 8М је добио за рођендан.
Завршио је Гимназију „Урош Предић”. Након повратка из војске 1991. отишао је на курс у „Универзал”, који је био представник компаније „Фуји” за Социјалистичку Федеративну Републику Југославију, и тамо је постао фото–лаборант. Од плате је купио првог Никормата, а затим и Никона Ф2. Како изјављује, тада је „по први пут у својим рукама имао озбиљне апарате” који су му „отворили читав нови свет”.
Као фото–лаборант је радио у Фото „САН”–у у Панчеву и у Фото студију „Бата”. Паралелно је радио и као фото–репортер и новинар у тадашњим „Недељним панчевачким новинама” и касније на замени у „Панчевцу”. Деведесетих је почео да ради на терену, да фотографише и снима свечаности и прославе. 
Прве контакте са видео камером је имао 1991, а озбиљније је тиме почео да се бави касније, када је у свој компјутер додао Миро ДЦ 30 картицу и урадио прве дигиталне монтаже, увлачећи у компјутер материјал са SVHS трака. Године 1998. је радио графичку обраду материјала за годишњицу РНП-а, преламање странице часописа, дизајн логотипа, израду визуелног идентитета, плакате и флајере.
Крајем деведесетих, имао је дванаест фотоапарата и целу малу лабораторију за израду црно–белих и колор фотографија у свом стану. Међутим, тада је започета дигитализација фотографија што му се није допало па је распродао сву опрему и напустио фотографију. Фото–апарат од тада није користио скоро једанаест година, када је фотографисао модну ревију његове тадашње партнерке позајмљеним Бате апаратом. На позив Фото студија „Бата” 2010. поново почиње са професионалним радом.
Од 2022. самостално фотографише концерте, позоришта, корпоративне догађаје, дечје рођендане, свадбе и крштења. Бави се и спортском, студијском и комерцијалном фотографијом. Оснивач је и фотограф Фото студија „ФотоВизија”.

### Новинарство
Године 2011. је позван да мења Богдана Петрова у „Панчевцу”, док је на одмору. Прва репортажа му је била са Жетелачких дана у Војловици.
Године 2014. је учествовао у настанку Портала 013инфо. Наредних седам и по година се бавио репортерском фотографијом и новинарством.
Године 2015. је започео сарадњу са Домом омладине Панчево, која је трајала четири године.
Током репортерског рада, Стојковићеве фотографије су објављиване у свим значајним медијима у Србији, у L’ Europeo и The Rolling Stone.

### Изложбе и награде
У сарадњи са Балетском школом „Димитрије Парлић” је настала његова прва изложба, одржана у фоајеу Културног центра Панчева 2014. Исте године је излагао још два пута, обе изложбе су биле везане за музичке догађаје: фотографије са Етхно.цом фестивала и Дана духовне музике.
Августа 2018. је на ФрееДом Арт фестивалу отворена изложба Let There Be Rock његовових педесет рок фотографија у Галерији Дома омладине Панчево. Добитник је прве награде на Салону уметности Панчева, исте године, за фотографију „Бол” која је снимљена приликом извођења перформанса Мандрагора, Марка Нектана.
Пета самостална изложба његових фотографија „Објективом субјективно”, која представља ретроспективу његовог рада, је отворена 24. маја 2024. у Галерији Градске библиотеке Панчево. Садржала је тридесет фотографија великог формата настале од 2011. до 2024. године, а једна од њих није снимљена у Панчеву.